# José Emílio Augusto
 José Emílio Augusto  (Urzelina, Velas, ilha de São Jorge, Açores, Portugal, 5 de Maio de 1871 —?) foi um presbítero português ordenado padre no dia 1 de Outubro de 1899. Foi secretário e professor do Seminário Episcopal de Angra, onde foi também regedor das cadeiras de matemática e ciências naturais.